# ダヴィド・ハラドク
ダヴィド・ハラドク（ベラルーシ語: Давыд-Гарадок）はベラルーシ・ブレスト州ストリン地区(ru)の市である。
ハルィニ川沿いに位置し、ストリン - ダヴィド・ハラドク - トゥーラウ - ジュィッカヴィチュィ(ru)をつなぐ高速道路Р88(ru)（ラテン文字転写：R88）が敷設されている。人口は2004年の時点でおよそ7100人。